# Stripline
Stripline es un tipo de línea de transmisión para modos TEM (Transversal Electro- Magnéticos) utilizada en electrónica de comunicación. Su invento se atribuye a Robert M. Barrett, del Centro de Investigación de la Fuerza Aérea de Cambridge en la década de 1950.

Diagrama de la sección transversal de la geometría de una línea stripline. El conductor central (A) se inserta entre las líneas de tierra (B y D). La estructura está soportada por un dieléctrico (C).

## Principio de funcionamiento.
Un circuito con stripline está constituido por una tira plana de metal que se inserta entre dos líneas de tierra. El material aislante del sustrato forma un dieléctrico. El ancho de la tira, el espesor del sustrato y la permitividad relativa del sustrato determinan la impedancia característica de la tira, la cual constituye la línea de transmisión. 
Como se muestra en la figura, el conductor central no tiene que ser equidistante entre las dos líneas de tierra. A su vez, el material dieléctrico puede ser diferente por encima y por debajo del conductor central.
Al igual que el cable coaxial, las líneas stripline no son dispersivas, y no tienen frecuencia de corte.

## Diferencias Stripline - Microstrip
Cuando se habla de comparar la tecnología microstrip con la tecnología stripline, no debemos asegurar que una tecnología sea mejor que la otra como caso general. Se debe estudiar cuál de ellas es preferible para una aplicación en concreto y analizar la relación coste-mejoras que nos da una u otra opción.
En términos generales, una línea microstrip es similar a la transmisión vía stripline, salvo que en microstrip, la línea de transmisión no está insertada, sino que descansa sobre una capa superficial aparte, encima de la línea de tierra.
A continuación, se citan algunas ventajas de la tecnología microstrip sobre la tecnología stripline:
- La tecnología microstrip posee un dieléctrico más fino y una atenuación menor que la tecnología stripline.

- Con microstrip se puede lograr un buen aislamiento entre líneas adyacentes con mayor facilidad que stripline.

- Debido a la segunda línea de tierra, en stripline el ancho de banda es mucho menor, para una impedancia y un espesor dados, que en el caso de microstrip.

- Es mucho más difícil (y más cara) la fabricación de líneas stripline que microstrip.

Por supuesto, también hay algunos inconvenientes con microstrip respecto a stripline:
- Microstrip tiene menos atenuación, pero presenta más dificultad para controlar la tolerancia.
- En su fabricación, microstrip puede contener un menor número de líneas por superficie de oblea comparado con stripline debido a que se deben encerrar más capas.